# Reino da Cártlia
O Reino da Cártlia (em georgiano: ქართლის სამეფო; romaniz.: kartlis samepo) foi um estado feudal da Geórgia que existiu de 1466 até 1762, sendo a cidade de Tbilisi sua capital. Durante a maior parte do tempo o reino era protegido pelo Império Safávida, mas já foi um reino independente, especialmente depois de 1747.

## História
No século XV, depois de um declínio político-econômico, o Reino da Geórgia se dividiu em reinos que eram protegidos pelo Império Otomano, e no século XVI pelo Império Safávida, fazendo com que o reino se tornasse um estado em guerra quase constante governado pelo Império Persa durante seus três séculos de existência. Naquele tempo, a Geórgia sofreu uma grande queda de estabilidade civil, separatismo feudal, e guerras civis. A derrota de Jorge VIII na Batalha de Chikhori contra as forças rebeldes do nobre Pancrácio, que se proclamou rei da Imerícia, marcando o início da desintegração final da monarquia georgiana e do país.  Em 1465, Jorge VIII foi capturado por Kvarkvare II, o líder do Principado de Mesquécia. Aproveitando a oportunidade, Pancrácio VI logo se proclamou o rei da Cártlia e tomou o controle do reino em 1466. Kvarkvare, temendo que Pancrácio ganhasse poder demais, libertou Jorge VIII, mas o rei não era capaz de reclamar o trono e se proclamou apenas como rei de Caquécia, criando ainda mais fragmentação.